# Martin Petrov
Martin Petiov Petrov (în bulgară Мартин Петьов Петров; n. 15 ianuarie 1979) este un fost fotbalist bulgar care a jucat pe postul de mijlocaș.

## Cariera pe echipe
Petrov și-a început cariera pentru Botev Vratsa. După câteva sezoane bune, a semnat cu ȚSKA Sofia și după două jocuri reușite împotriva Servette în Cupa UEFA, echipa elvețiană l-a cumpărat pe jucătorul în vârstă de 19 ani pentru 1,2 milioane de mărci germane (750.000 de euro).

### VfL Wolfsburg
În 2001, Petrov s-a transferat la VfL Wolfsburg. El și-a făcut debutul competitiv pe 14 iulie 2001 într-o victorie de pe teren propriu scor 4-3 cu Dinamo Minsk în Cupa Intertoto, marcând un gol și dând o pasă pentru un altul. Petrov a debutat la Wolfsburg în prima etapă a sezonului Bundesliga 2001-2002, în meciul câștigat cu 2-1 împotriva Bayer 04 Leverkusen pe 28 iulie. În primul său sezon la Wolfsburg, Petrov a jucat în 32 de meciuri în Bundesliga, a marcat 6 goluri și a oferit 11 pase de gol.
La 30 octombrie 2004, Petrov a marcat toate cele patru goluri în victoria lui Wolfsburg cu 4-3 cu Mainz 05. El a jucat în 30 de meciuri în timpul sezonului 2004-2005, fiind cel mai bun marcator  al clubului cu 12 goluri. El a dat, de asemenea, 14 pase de gol.

### Atletico Madrid
În vara anului 2005, Petrov a fost cumpărat de Atlético Madrid pentru suma de 10 milioane de euro.
La 14 octombrie 2006, Petrov a suferit un o accidentare a ligamentului anterior cruciat în timpul unui meci împotriva lui Recreativo de Huelva și a fost eliminat pentru mai mult de șase luni.  Pe 6 mai, Petrov a marcat singurul gol al lui Atlético în înfrângerea cu 2-1 de la Espanyol.
La 24 iulie 2007, după mai multe speculații făcute de presă despre plecarea sa de la club, s-a anunțat faptul că Atlético Madrid a pus un preț de 6,2 milioane de lire sterline pentru un jucător. În aceeași zi, el a plecat din cantonamentul lui Atlético Madrid pentru a se gândi la ce echipă va dori să joace în viitor, Tottenham Hotspur sau Manchester City, echipe care au fost interesate de jucători. La 25 iulie, știri din presa spaniolă au sugerat că Petrov a convenit deja asupra termenilor din contract și a trecut vizita medicală pentru Manchester City și că mai sunt de pus la punct doar detalii minore înainte de a finaliza o mutare pe Eastlands. Manchester City a confirmat transferul de 4,7 milioane de lire sterline (7 milioane de euro) cu jucătorul semnând un contract pe trei ani la 26 iulie 2007.

### Manchester City
Primul său meci din Premier League a avut loc la 11 august 2007, când a jucat în victoria cu 2-0 a lui Manchester City în fața lui West Ham United de la Upton Park. Primele sale goluri au venit pe 22 septembrie 2007 împotriva lui Fulham. După aceea, Petrov a marcat două goluri, unul în victoria cu 3-1 cu Newcastle United, iar celălalt în victoria cu 2-1 în fața lui Reading și, de asemenea, a dat șase pase de gol. El a fost eliminat de arbitrul Rob Styles în meciul de acasă pierdut cu Everton, pentru că a șutat în Leon Osman. A primit un cartonaș roșu și a fost suspendat trei etape. Bulgarul a marcat un gol împotriva lui Portsmouth.
După influxul de noi jucători de la Manchester City, cum ar fi Carlos Tevez și Emmanuel Adebayor, Petrov era legat de un transfer la altă echipă. A fost mai mult rezervă, însă a marcat goluri în primele două meciuri pe care le-a început ca titular, determinându-l pe Hughes să înceapă cu Petrov în locul lui Shaun Wright-Phillips acasă împotriva lui Fulham. A marcat, însă și-a agravat și accidentarea la genunchi. După ce Mark Hughes a fost dat afară și înlocuit cu Roberto Mancini, a început ambele meciuri de la venirea acestuia ca titular și a marcat în victoria cu 2-0 de la Stoke City pe 26 decembrie.
Pe 18 aprilie 2010, Petrov a anunțat că sezonul său sa încheiat și că va lipsi în cele patru meciuri rămase din Premier League din cauza unei accidentări la genunchi.
La 8 iunie 2010, s-a anunțat că contractul lui Petrov a expirat și că va părăsi clubul împreună cu Benjani Mwaruwari, Karl Moore și Sylvinho.

### Bolton Wanderers
La 22 iunie 2010, a fost anunțat faptul că Petrov a fost de acord cu Bolton Wanderers, iar transferul liber a fost finalizat atunci când fereastra de transfer a fost deschisă la 1 iulie. El a marcat primul său gol pentru club împotriva lui Manchester United, la 26 septembrie 2010, și a terminat sezonul cu trei goluri. În cel de-al doilea a marcat 6 goluri, patru în campionat, unul în Cupa Ligii și unul în Cupa Angliei, în timp ce Bolton a retrogradat din Premier League. La sfârșitul sezonului, Petrov a jucat destule meciuri (erau necesare 30; el a jucat 35) pentru a activa o clauză în contract prin care și-a prelungit contractul pentru încă un sezon.

### Espanyol
Petrov a semnat cu Liga Liga RCD Espanyol pentru restul sezonului 2012-2013 pe 14 ianuarie 2013. Nu a reușit să se impună în primul unsprezece, jucând doar opt meciuri, și a părăsit clubul la sfârșitul sezonului.

### ȚSKA Sofia
După 15 ani în străinătate Petrov s-a întors la ȚSKA Sofia în octombrie 2013. La 31 octombrie 2013, Petrov și-a făcut debutul pentru militari, după ce a intrat pe teren în a doua repriză în victoria cu 1-0 cu Beroe în meciul din Prima Ligă a Bulgariei. A jucat pentru prima oară ca titular pe 16 noiembrie, în remiza 0-0 cu Levski Sofia într-un meci din Cupa Bulgariei. Primul său gol pe care l-a marcat a fost cel din victoria cu 3-1 împotriva lui PFC Neftochimic Burgas pe 25 noiembrie. Ultimul meci din cariera de fotbalist profesionist a lui Petrov a avut loc la 17 mai 2014, în remiza scor 1-1 împotriva lui Lokomotiv Plovdiv, care a avut loc în ultima rundă a sezonului A PFG 2013-2014.

## La națională

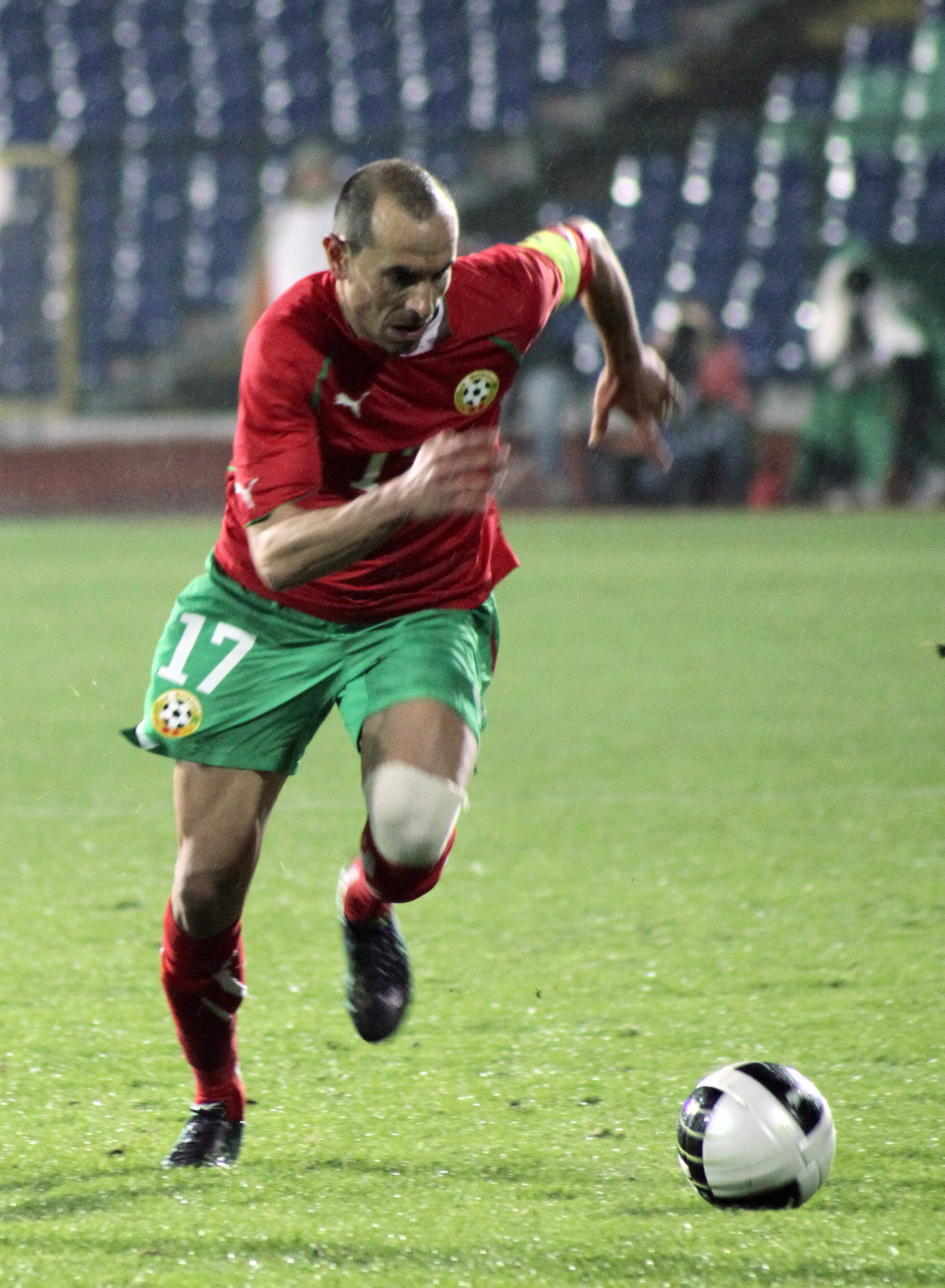
Petrov jucând pentru Bulgaria în 2010

În iunie 1999, el a primit prima sa convocare la echipa națională a Bulgariei pentru un meci de calificare la Euro 2000 împotriva Angliei. El a intrat în locul idolului său Hristo Stoicikov. Cu toate acestea, s-a dovedit a fi un început nefast de carieră internațională; a fost eliminat după ce a încasat un al doilea cartonaș galben la doar opt minute după ce a fost înlocuit. Petrov a plâns în timp ce a părăsit terenul.
Petrov a fost jucătorul cheie al participării nereușite a Bulgariei la Euro 2004, excelând în toate cele trei meciuri și înscriind singurul gol al Bulgariei la turneul final dintr-un penalty împotriva Italiei, partidă pierdută cu 1-2.
La 2 septembrie 2006, Petrov a jucat un rol important în calificarea Bulgariei la Euro 2008 în meciul împotriva României la Constanța, cu două goluri în două minute revenind de la 2-0 în ultimele minute ale meciului. Aceasta a fost văzută ca o revenire remarcabilă. De asemenea, a reușit să înscrie împotriva Sloveniei (într-o victorie cu 3-0) și Țărilor de Jos (într-o remiză de 1-1). Performanțele sale din campania de calificare din 2006 i-au adus premiul de „Fotbalistul bulgar al anului 2006”. La 7 septembrie 2010, Petrov a strâns cea de-a 80-a selecție pentru Bulgaria în partida încheiată cu scorul de 0-1 în preliminariile UEFA Euro 2012 împotriva Muntenegrului.